# Alaya Dawn Johnson
Alaya Dawn Johnson (Washington, 31 maart 1982) is een Amerikaans schrijfster van speculatieve fictieromans en -verhalen voor volwassen en adolescenten.

## Biografie
Alaya Dawn Johnson studeerde in 2004 af aan de Columbia-universiteit met een BA in Oost-Aziatische talen en cultuur.
Behalve korte verhalen en sciencefictionromans, publiceerde Johnson ook twee Urban fantasy-romans met als hoofdpersonage de vampier-suffragette Zephyr Hollis in een alternatief New York in de jaren 1920. Haar The Spirit Binders-serie zijn fantasyboeken die zich afspelen op een eiland gelijkend op een premodern Polynesië waar magie in de families wordt doorgegeven en familiegeesten ronddwalen. In 2013 maakte Johnson haar debuut in de jeugdliteratuursector met de roman The Summer Prince, die zich afspeelt in een Braziliaanse apocalyptische cyberpunk-arcologie geregeerd door een nanotech-versterkt matriarchaat.

### Romans
- 2014: Love is the Drug
- 2013: The Summer Prince
- 2011: Detective Frankenstein
- 2009: The Goblin King (graphic novel)

### The Spirit Binders-serie
- 2010: The Burning City
- 2007: Racing the Dark

### Zephyr Hollis-serie
- 2012: Wicked City
- 2010: Moonshine

### Korte verhalen
- Guide to the Fruits of Hawai’i, in The Magazine of Fantasy & Science Fiction, juli/augustus 2014
- They shall salt the earth with seeds of glass, in Asimov's Science Fiction volume 37 (1), januari 2013
- Their Changing Bodies, in Subterranean Magazine, zomer 2011
- A Prince of Thirteen Days, in de verhalenbundel  Welcome to Bordertown, mei 2011
- Love Will Tear Us Apart, in de verhalenbundel Zombies vs Unicorns, september 2010
- The Yeast of Eire, in Strange Horizons, september 2009
- The Score, in de verhalenbundel Interfictions 2, herfst 2009
- A Song to Greet the Sun, in Fantasy Magazine, herfst 2009
- Far and Deep, in Interzone #221, maart/april 2009
- Down the Well, in Strange Horizons, augustus 2008
- Shard of Glass, in Strange Horizons, februari 2005
- Third Day Lights, in Interzone issue #200, september/oktober 2005
- Among Their Bright Eyes, in Fantasy Magazine #4, 2006
- Who Ever Loved, in Arabella Magazine, december 2004

## Onderscheidingen en nominaties
- 2014: Andre Norton Award for Young Adult Science Fiction and Fantasy voor Love Is a Drug.[3]
- 2015: Nebula Award voor Best Novelette voor A Guide to the Fruits of Hawai'i.[3]
- 2014: GLBTRT Top Ten Rainbow list voor The Summer Prince.[4]
- 2013 Nebula Award-nominatie voor Best Novelette voor They Shall Salt the Earth with Seeds of Glass.[5]
- 2013: Andre Norton Award for Young Adult Science Fiction and Fantasy-nominatie voor The Summer Prince.[5]
- 2013: National Book Award Longlist, Young People's Literature voor The Summer Prince.
- 2013: Junior Library Guild-selectioe voor The Summer Prince.
- 2013: YALSA nominatie voor de BFYA-lijst voor The Summer Prince.
- 2011: Finalist voor de Carl Brandon Society Parallax award voor de roman Moonshine.
- 2011: Finalist voor de Carl Brandon Society Kindred award voor de roman The Burning City.
- 2010: Toptienfinalist voor de Million Writers Award voor het kort verhaal A Song to Greet the Sun.
- 2008: Winnaar van de Gulliver Travel Grant van de Speculative Literature Foundation.
- 2006: Finalist voor de Carl Brandon Society Parallax award voor het kort verhaal Shard of Glass.